# Разлив (платформа)
Разли́в — платформа Сестрорецкого направления Октябрьской железной дороги в историческом районе Разлив города Сестрорецка (Курортный район Санкт-Петербурга). Расположена на однопутном участке между платформой Тарховка и станцией Сестрорецк.
На платформе останавливаются все электропоезда, проходящие через неё. Платформа расположена справа (если ехать в сторону ст. Сестрорецк). На центральной части платформы имеется навес для защиты от осадков с двумя павильонами, в которых размещены билетная касса и магазин.

## История
Название связано с Сестрорецким Разливом, находящемся поблизости, и бывшим дачным посёлком Разливом, вошедшим в состав Сестрорецка. 

Официальной датой начала застройки участков в посёлке Разливе селения Сестрорецк можно считать 1879 год, когда был составлен план, по которому решением сельского схода выделялись участки. В обиходе новая часть селения получила название «Новостроение». Затем оно трансформировалось в «Новые места». Эта часть Сестрорецка начинается от бывшего Еврейского переулка (теперь это Разливная набережная) и заканчивается 3-й Поперечной улицей. Дальше земли принадлежали Министерству государственных имуществ и земледелия. В 1898 их разделили на участки и «с торгов отдавали в аренду» богатым петербуржцам под дачное строительство…

Платформа была устроена одновременно с пуском участка Раздельная — Сестрорецк Приморской Санкт-Петербург-Сестрорецкой железной дороги 26 ноября 1894 года.
У платформы Разлив в начале XX века были построены первые школы Сестрорецка.
1 июня 1952 года сестрорецкая линия была электрифицирована.
После уничтожения Дома призрения и парка напротив платформы, вместо зелёных деревьев, появился строящийся жилой дом. Уничтожены историческое здание, парк и исторический вид от памятника Ленину.
«Утопающая в зелени» пригородная станция оказалась в «Каменных джунглях».

## Культурное наследие
В посёлке Разливе в августе 1936 года поэтессой А. А. Ахматовой было написано стихотворение «Данте»
После Великой Отечественной войны в посёлке Разливе на Тарховских улицах в 1946—1948 годах снимали дачи такие персоналии как Зощенко, Михаил Михайлович, Кетлинская, Вера Казимировна, балерина Вечеслова, Татьяна Михайловна, Гранин, Даниил Александрович, Набутов, Виктор Сергеевич
В одну из последних суббот августа в посёлке Разлив с 2007 года проводится престольный праздник «День посёлка Разлив», в котором участвуют жители посёлка и многочисленные гости. Наибольшим интересом пользуются традиционные экспозиции на основе семейных архивов сестроречан, их воспоминаний о том, как жили раньше. Готовил экспозицию «Разлив — новые места» историко-культурный центр в Разливе и краеведческий клуб «Сестроречанин» при ЦБС имени М. М. Зощенко.

История посёлка Разлив
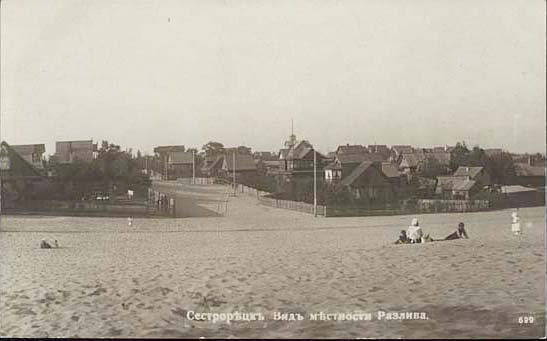
Вид местности Разлив до 1917 года

Вид местности Разлив до 1917 года
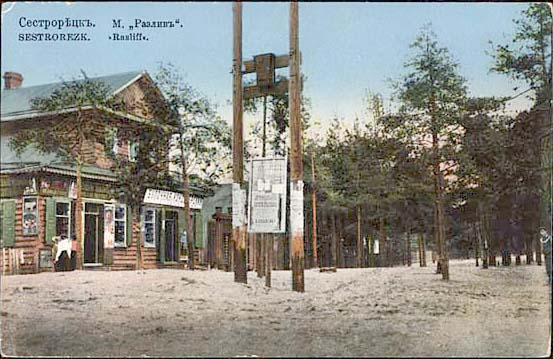
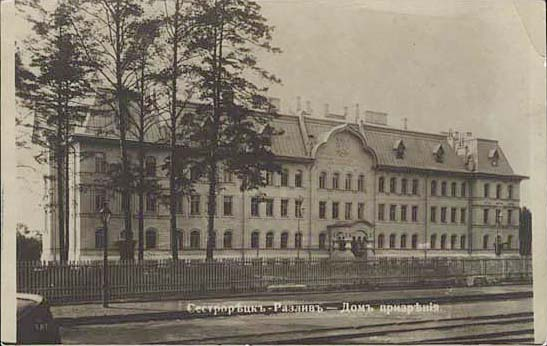
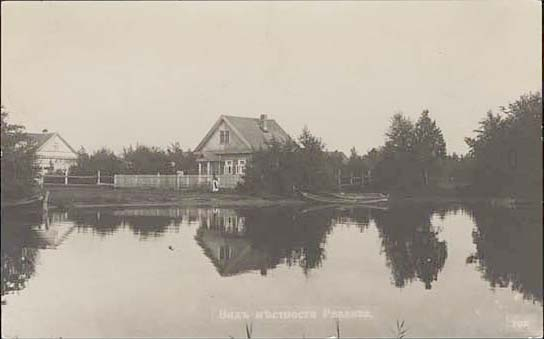
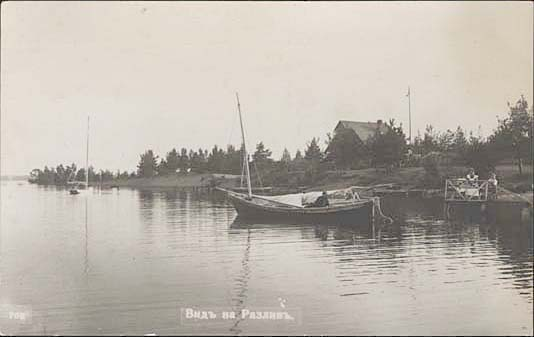
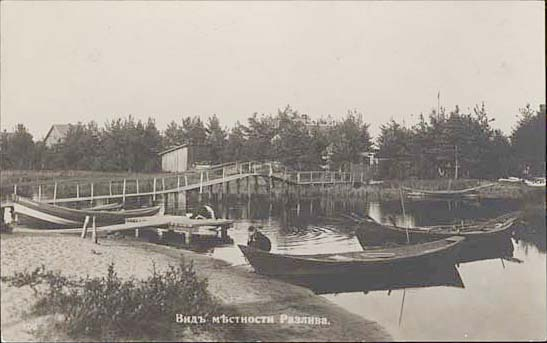
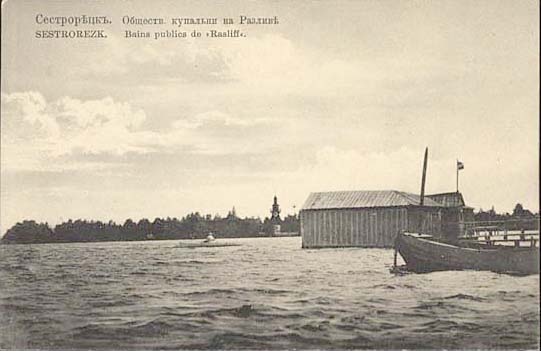
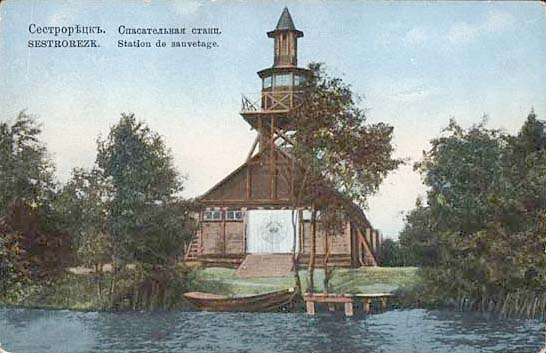
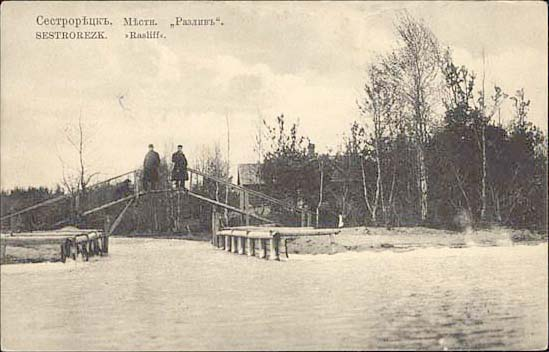

## Фотогалерея

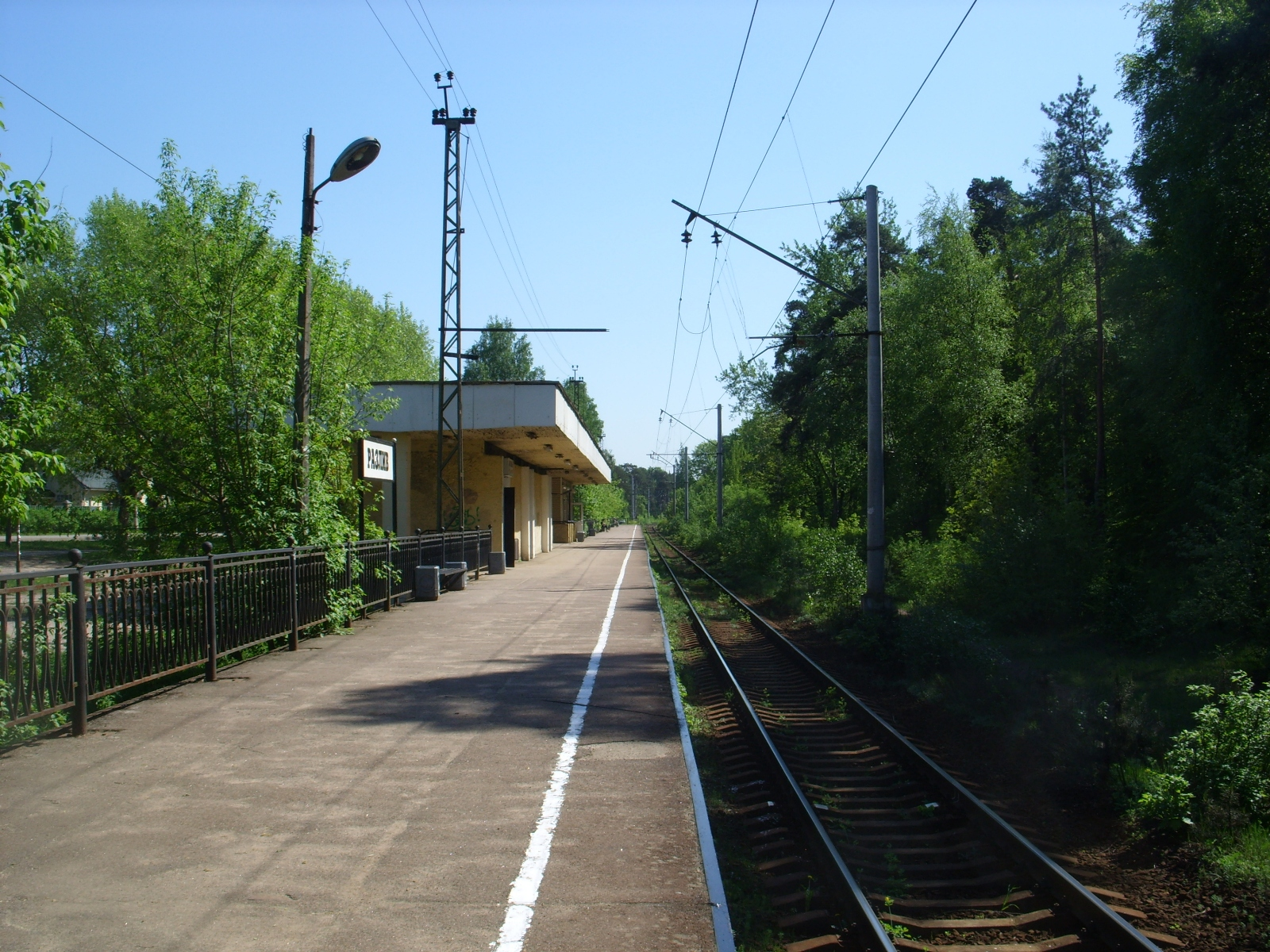
Платформа, вид в сторону Санкт-Петербурга
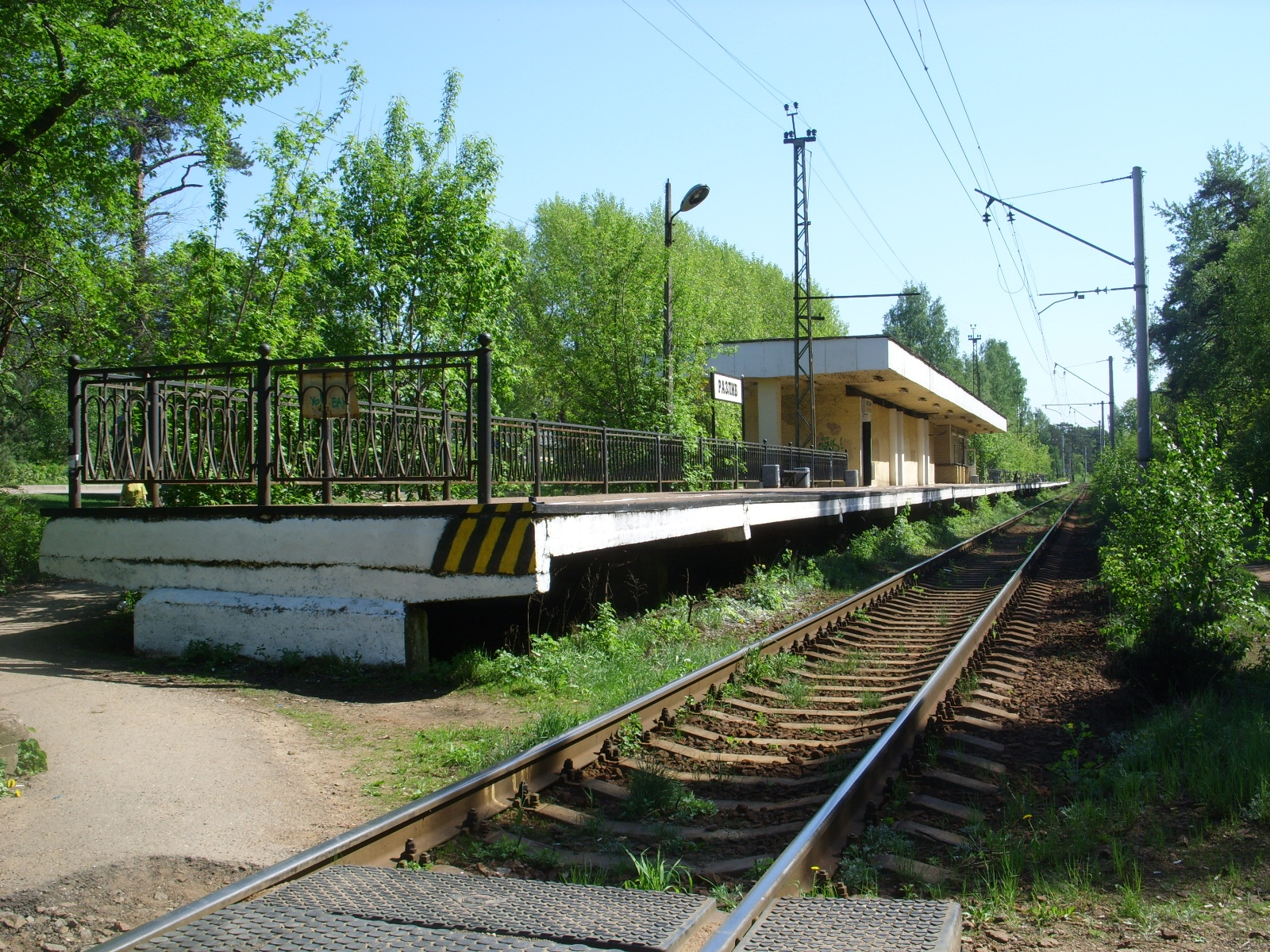
Платформа, вид сбоку
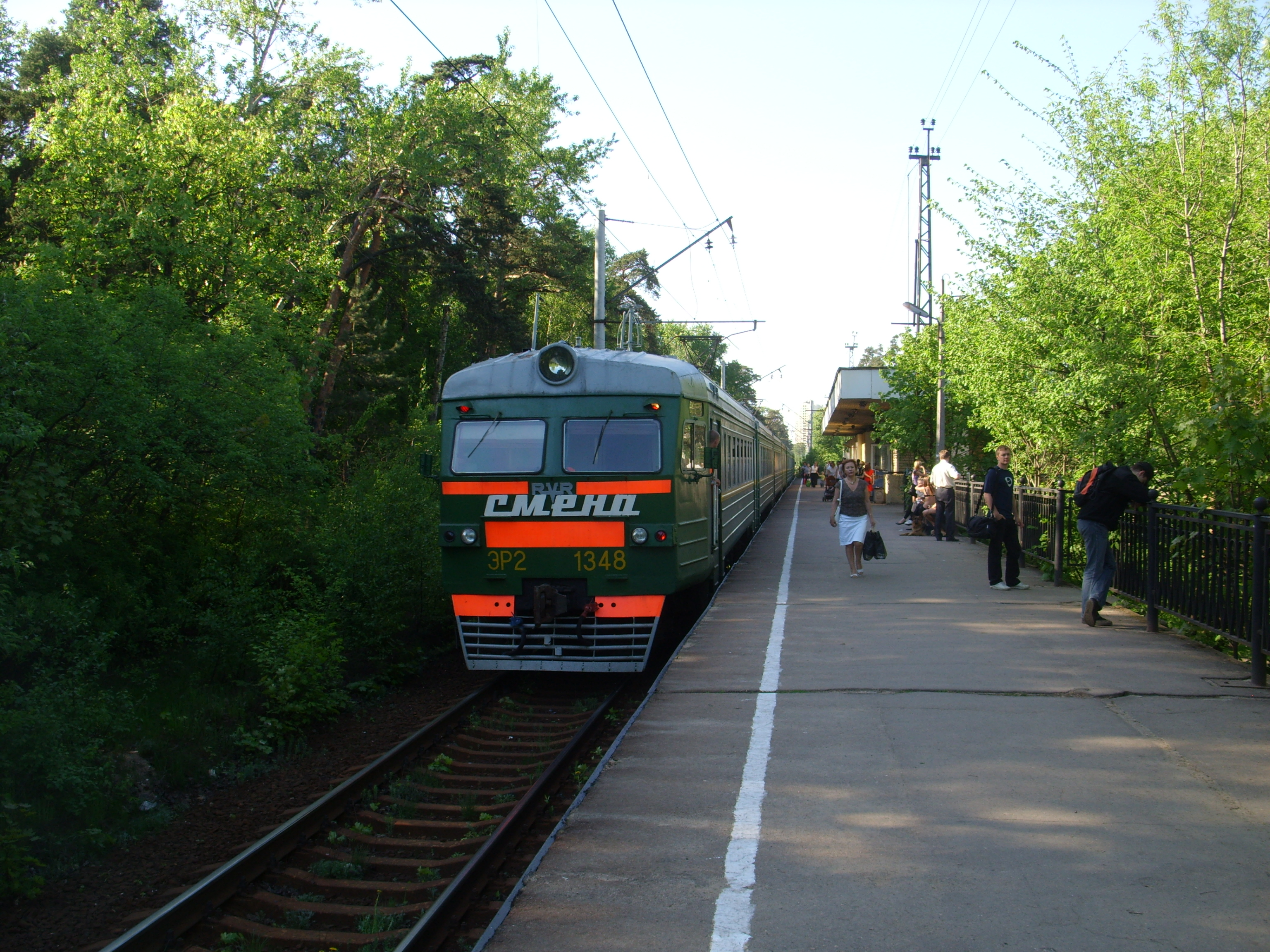
Электропоезд у платформы
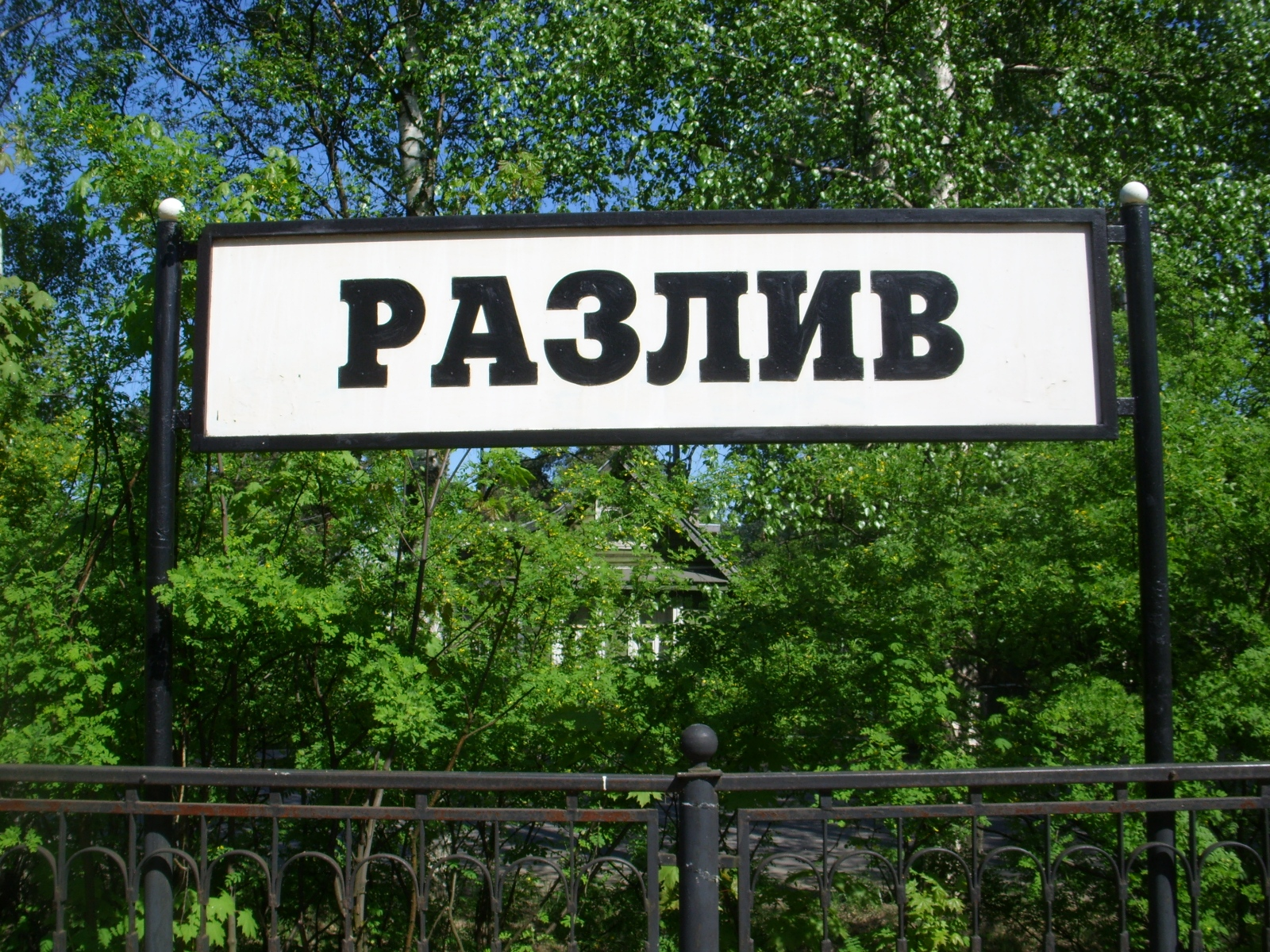
Указатель с названием платформы, 2010 год
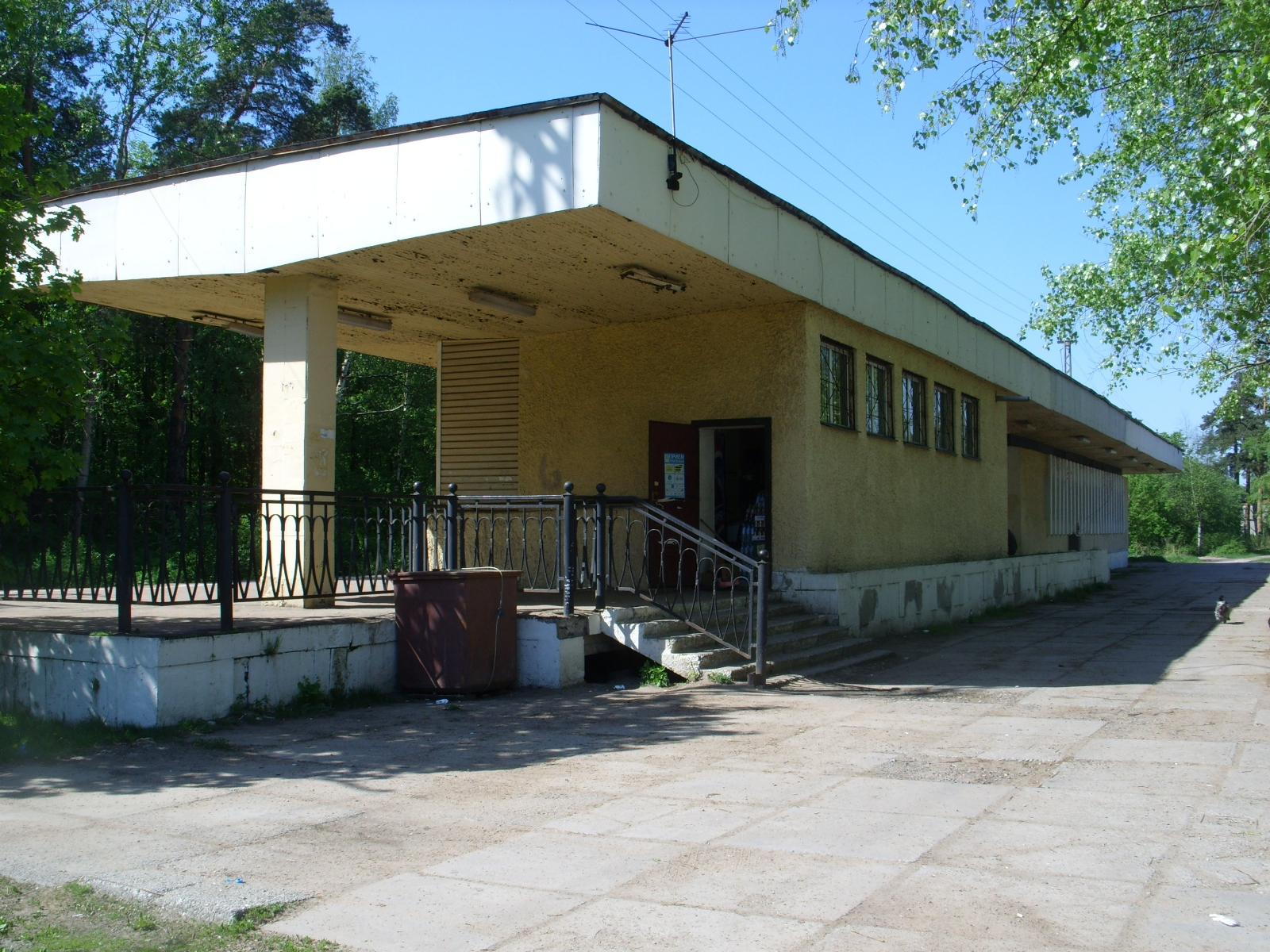
Павильон на платформе